# ルイス・クラスナー
ルイス・クラスナー（英語: Louis Krasner, 1903年6月21日（グレゴリオ暦）/6月8日（ユリウス暦） - 1995年5月4日）は、ウクライナ生まれのアメリカのヴァイオリニスト。

## 経歴
ウクライナのチェルカスィに生まれるも、5歳のときに一家ともども渡米した。9歳からヴァイオリンを始め、ニューイングランド音楽院でユージン・グリュンバーグに師事。1920年ごろから現代音楽のヴァイオリニストとして頭角を現し、ベルクのヴァイオリン協奏曲やシェーンベルクのヴァイオリン協奏曲を初演して名を上げた。1944年から1949年までミネアポリス交響楽団のコンサートマスターを務め、その後は1972年までシラキューズ大学で教鞭をとり、それ以後は母校で教鞭をとった。ボストンで死去。